# VM i skak 1886
VM i skak 1886 var den første officielle match om et verdensmesterskab i skak mellem den amerikansk bosatte østriger Wilhelm Steinitz og den i London bosatte polsk-tyske Johannes Zukertort. Matchen blev afviklet i New York, St. Louis og New Orleans i USA mellem 11. januar og 29. marts 1886. Vinderen var den som først nåede ti sejre. Steinitz vandt 10 – 5 (5 remis) og kunne som den første officielt kalde sig verdensmester.

## Baggrund for matchen
Efter Zukertort havde vundet den store turnering i London i 1883 med tre points forspring til nr. to, Steinitz, ønskede skakverdenen at se en match mellem de to for at afgøre, hvem der var den stærkeste. Indtil da havde Steinitz været dominerende og havde bl.a. vundet en match mod Zukertort med 7 – 1 i 1872. I 1882 havde han vundet en turnering i Wien, hvor Zukertort blev nr. fire. Det tog dog sin tid at få aftalerne på plads, men et samarbejde mellem skakklubber i New York, St. Louis og New Orleans sikrede at matchen kunne gennemføres i 1886.

## Matchregler
Man var blevet enige om følgende regler:
- Først til ti vundne partier, ved stillingen 9 – 9 skulle matchen erklæres uafgjort og ingen kunne kalde sig verdensmester.
- Matchreglerne fastsatte en betænkningstid på 30 træk på to timer og derefter 15 træk i timen. Efter fire timers spilletid var der to timers pause. Medmindre partiet var afgjort, skulle der spilles otte timer på en dag.
- De to spillere delte rettighederne til matchen. Dvs., at de havde eneret på partierne og på at kommentere dem, dog uden at have rettigheder i forhold til modstanderens udgivelser.
- Partierne skulle spilles i et aflukket område, hvor der kun var adgang for spillere og officials, og spillerne måtte ikke forlade dette område medmindre, der var pause. Tilskuere måtte bruge lommeskakbrætter til at følge partierne, men måtte ikke analysere eller diskutere dem.
- Spillerne måtte ikke analysere eller diskutere et igangværende parti.

## Styrkeforholdet inden matchen
Steinitz havde i en årrække været regnet for verdens stærkeste spiller, nærmere betegnet siden han slog Adolf Anderssen i en match i 1866. Men da Zukertort vandt turneringen i Paris i 1878 og især efter den overbevisende sejr i London 1883, var der mange som anså ham for at være uofficiel verdensmester. Skakhistorikeren Edward Winter har fundet fire forskellige versioner af en historie om banketten efter London-turneringen, hvor der bliver skålet for "verdens stærkeste skakspiller", hvorefter begge reagerer.